# NGC 1260

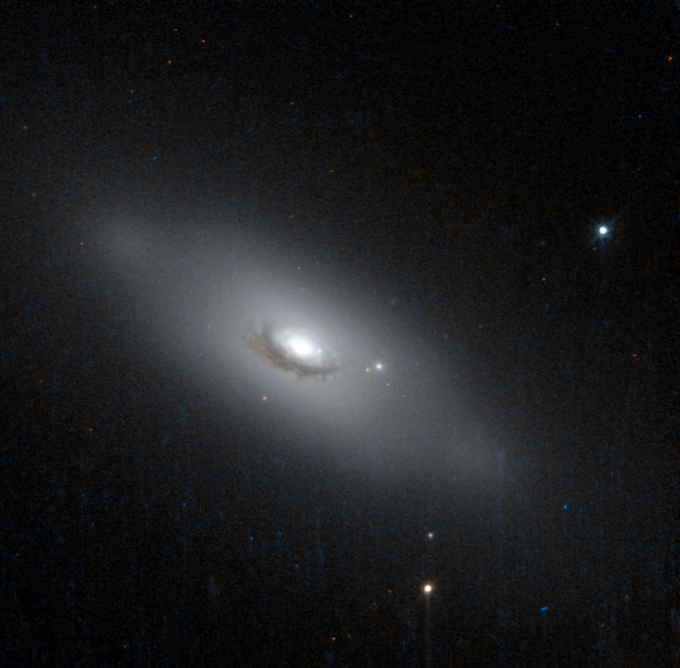
NGC 1260 par le télescope spatial Hubble.

NGC 1260 est une galaxie lenticulaire vue presque par la tranche et située dans la constellation de Persée. Elle a été découverte par l'astronome français Guillaume Bigourdan en 1884.

## Caractéristiques
Sa vitesse par rapport au fond diffus cosmologique est de 5 591 ± 18 km/s, ce qui correspond à une distance de Hubble de 82,5 ± 5,8 Mpc (∼269 millions d'al).
À ce jour, quatre mesures non basées sur le décalage vers le rouge (redshift) donnent une distance de 92,075 ± 20,948 Mpc (∼300 millions d'al), ce qui est à l'intérieur des valeurs de la distance de Hubble.

## Amas de Persée
NGC 1260 est une galaxie de l'amas de Persée. La galaxie NGC 1260 forme une paire avec la galaxie PGC 12230.

## Supernova SN 2006gy

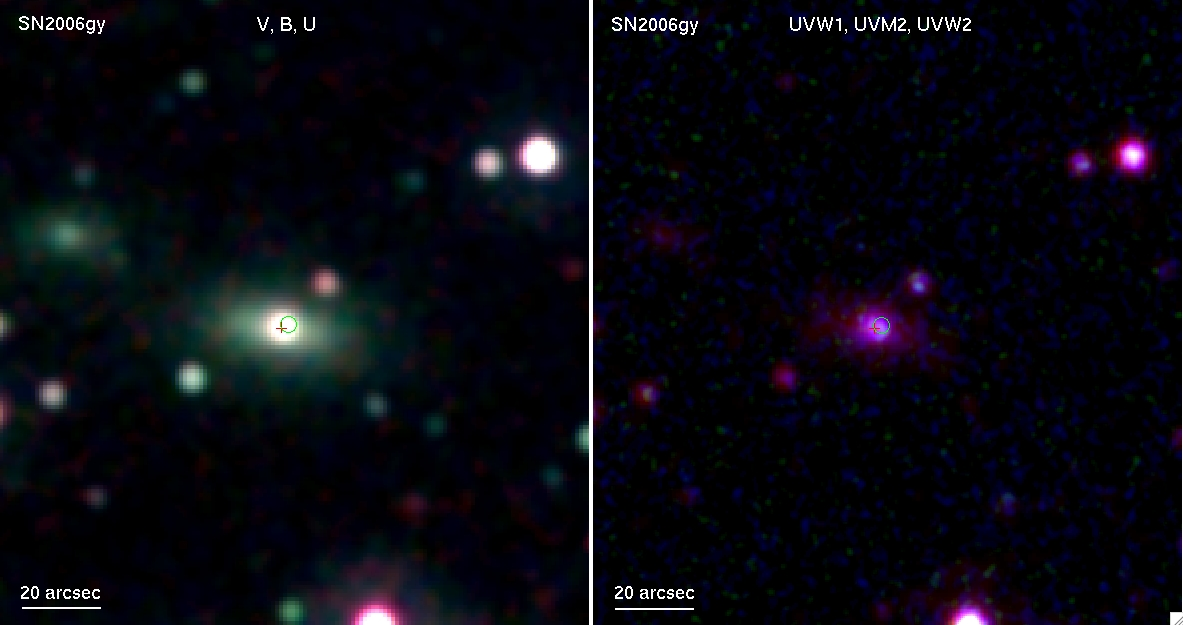
La supernova 2006gy imagée par télescope spatial Swift.

La supernova SN 2006gy a été découverte dans NGC 1260 le 18 septembre 2006 par Robert Quimby dans le cadre du projet Texas Supernova Search (en). Cette supernova était de type IIn. SN 2006gz  a été la supernova la plus lumineuse observée à ce jour.